# 傑夫·奧文頓
傑夫·奧文頓（Jeffrey Laurence Overton）是一位美國職業高爾夫球運動員。在2005年，他轉為職業球手。此後她參加PGA巡迴賽的比賽。自2017年接收背部手术后遭受严重感染，奥文顿还未參加任何世界排名赛事。

## 外部連結
- 傑夫·奧文頓在PGA巡迴賽的官方網站
- 傑夫·奧文頓在男子高爾夫世界排名的官方網站